# Victor Babeș
Victor Babeș (Vienna, 4 luglio 1854 – Bucarest, 19 ottobre 1926) è stato un batteriologo e medico romeno, anatomopatologo, membro dell'Accademia rumena dal 1893.
In collaborazione con Victor André Cornil, è autore del primo trattato di batteriologia del mondo a titolo Bacteriile și rolul lor în anatomia și histologia patologică a bolilor infecțioase. Ponendo le basi della moderna disciplina. È il fondatore della microbiologia romena.

## Biografia
Victor Babeș nasce nel 1854 a Vienna. Figlio del deputato Vincențiu Babeș, del Banato, e di Sophiei Goldschneider, austriaca di Vienna. Studiò medicina a Budapest, poi a Vienna.
Babeș iniziò la carriera scientifica a Budapest come assistente del laboratorio di Anatomia Patologica (1874 - 1881). A seguito della fama di Louis Pasteur, fu attratto dalla microbiologia e si recò a Parigi dove lavorò per il laboratorio di Pasteur, poi con Victor André Cornil. Qui scrisse Les bactéries et leur rôle dans l'anatomie et l'histologie pathologiques des maladies infectieuses (1885).
Tra il 1885 - 1886 lavorò a Berlino con Rudolf Virchow e Robert Koch.
Nel 1881 prende il titolo di conferențiar e nel 1885 diventa professore associato di istopatologia alla Università di Budapest.
Nel 1887 Victor Babeș venne chiamato a Bucarest come professore di cattedra di Anatomia Patologica e Batteriologia.

## Attività scientifica

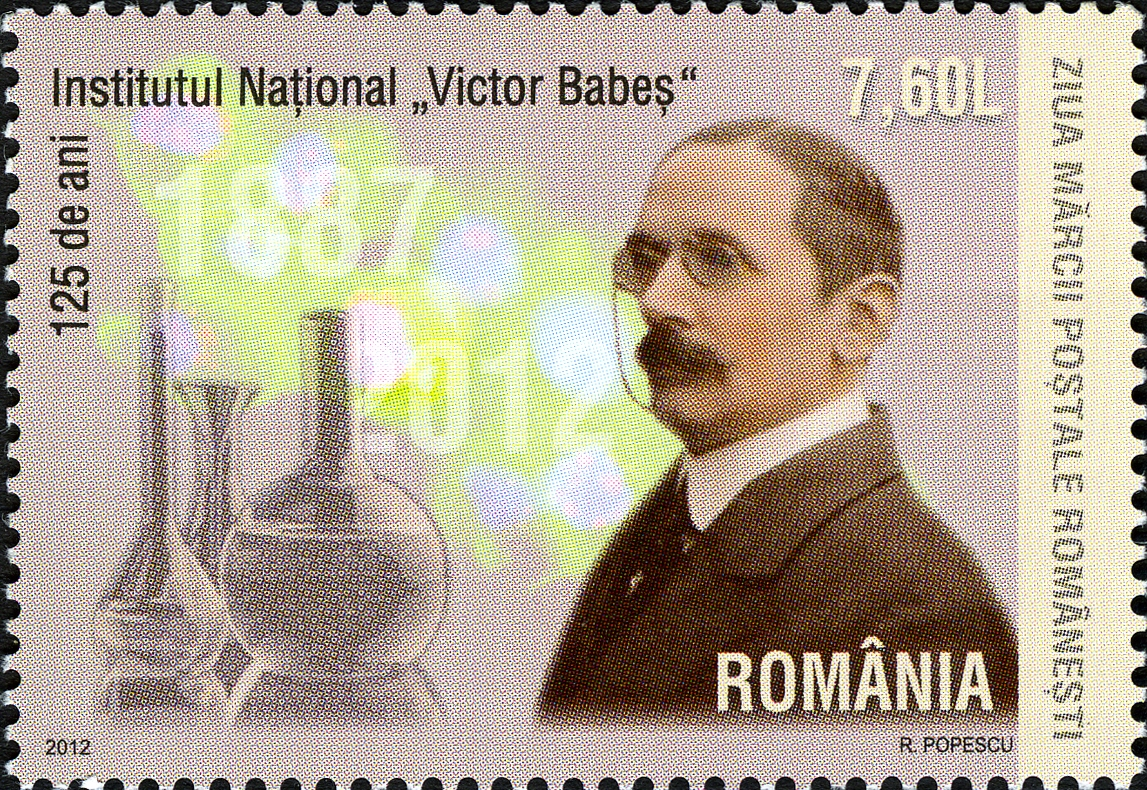
Francobollo delle poste romene del 2012

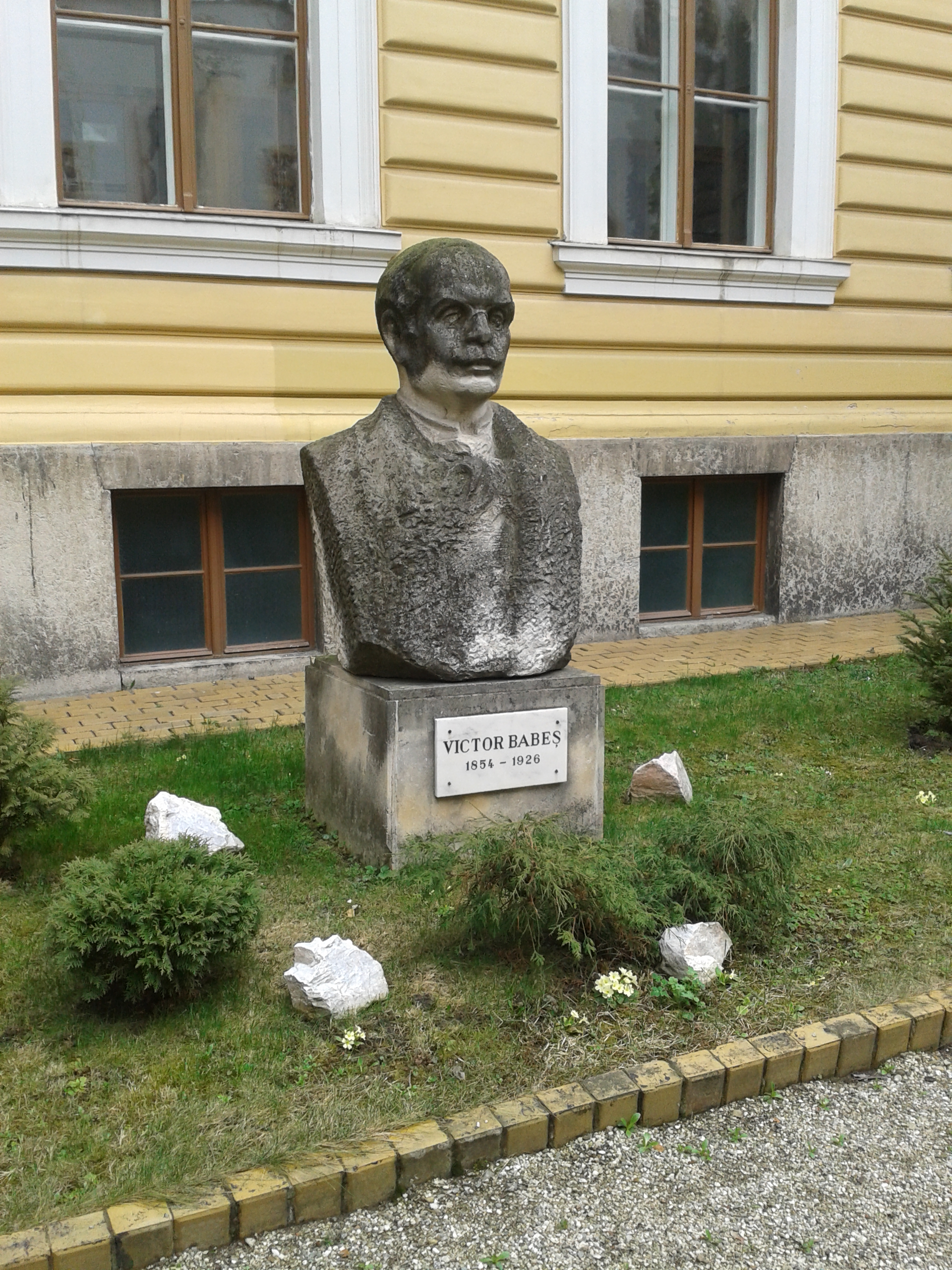
Busto presso la Università Babeș-Bolyai di Cluj-Napoca

L'attività scientifica fu vasta, con opere su patologie come tubercolosi, lebbra, vaccino anti-rabica e seroterapie anti-difterite. Dimostrò la presenza di bacilli tubercolotici nelle urine dei malati e mise in evidenza più di 40 microrganismi patogeni. Scoprì una classe di parassiti che colpivano animali domestici come i gatti con la febbre del Texas. Al Congresso Internazionale di Zoologia di Londra (1900) vennero classificati come Babesia.
Nel 1892 pubblica con Gheorghe Marinescu e Paul Blocq un Atlas de Histologie patologică a Sistemului Nervos. Pubblicò per anni gli Annali de l'Institutului de Patologie și Bacteriologie din București.
Victor Babeș, mise le basi per la "patomorfologia dei processi infettivi", microbiologia con istopatologia.
Babeș influenzò la medicina veterinaria, implementando sistemi di profilassi.
Introdusse la vaccinazione antirabica in Romania.
Ricercò gli antagonisti dei microorganismi, precursori dei moderni antibiotici.
Nel 1893 diventò membro della Academiei Române. 
Fu corrispondente della Accademia di Medicina di Parigi e ufficiale della Legione d'Onore.

## Concetti filosofici
Babeș si preoccupò del benessere della popolazione, in special modo di combattere la pellagra.
Studi dimostrarono (come la tubercolosi) la diffusione di massa e nel 1907 sostenne:
"Leacul pelagrei, al acestei boli a mizeriei, al acestei rușini naționale, vi-l dau eu: împroprietărirea țăranilor."

Babeș si preoccupò della profilassi: alimentazione con acqua impura, e lotta antiepidemica etc.
La concezione materialistica fu esposta in: Considerațiuni asupra raportului științelor naturale către filozofie (1879) e Credință și știință (1924).
Babeș combatté l' agnosticismo di Kant, teoria idealistica da Descartes, apriorismo idealista di Friedrich Schelling, e fideismo.
Victor Babeș pubblicò „Analele Institutului de Patologie și Bacteriologie“ (1889), „România medicală“ (1893) e „Archives des sciences médicales“ (1895).

## Eponimi
- Corpuscoli Babeș-Ernst
- Corpuscoli Babeș-Negri.
- Babesia
- Babesiosi